# Schmale Straße 32 (Quedlinburg)

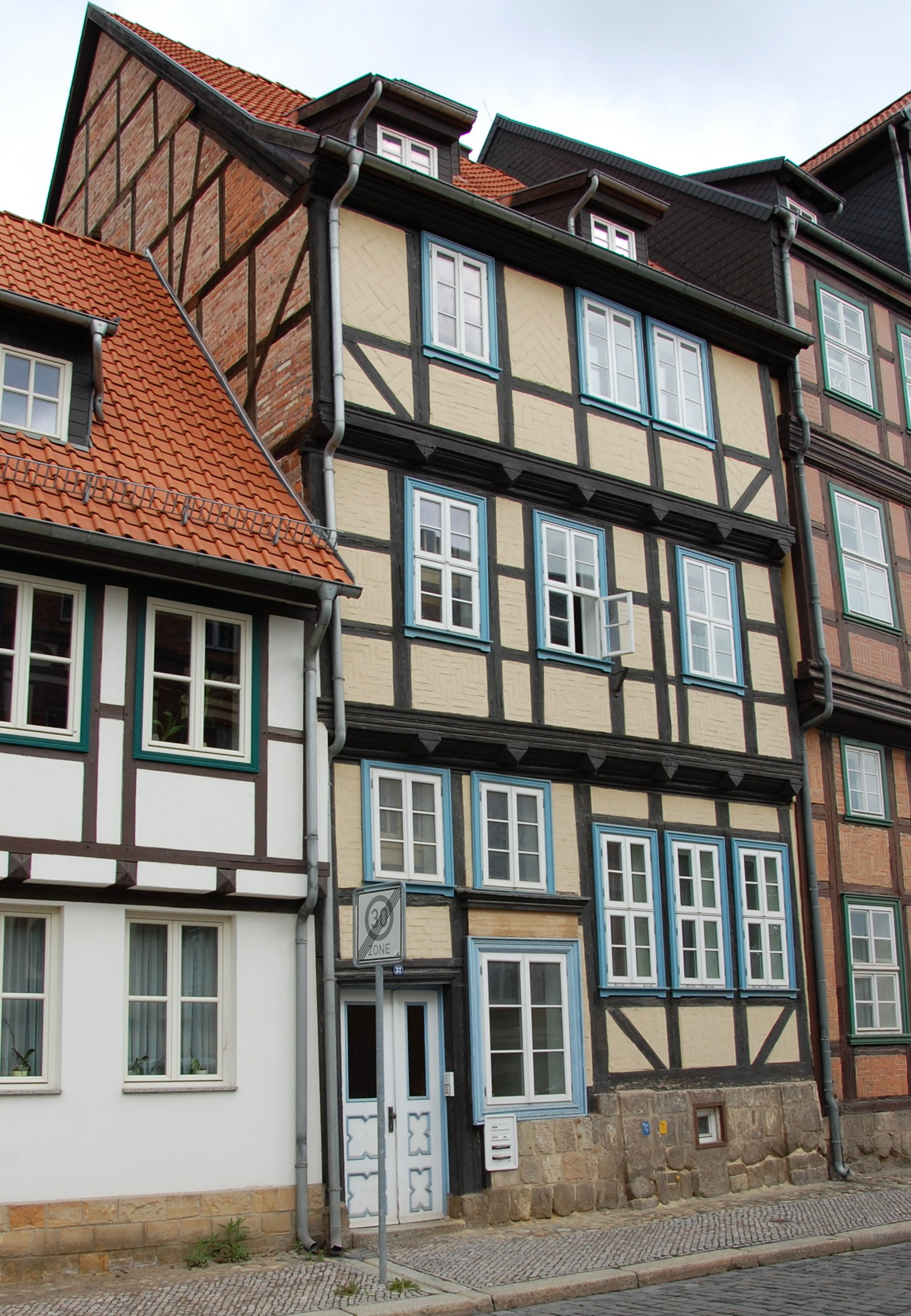
Haus Schmale Straße 32

Das Haus Schmale Straße 32 ist ein denkmalgeschütztes Gebäude in der Stadt Quedlinburg in Sachsen-Anhalt.

## Lage
Es befindet sich auf der Westseite der Schmalen Straße, nördlich des Marktplatzes der Stadt und ist im Quedlinburger Denkmalverzeichnis als Wohnhaus eingetragen. Es gehört zum UNESCO-Weltkulturerbe. Nördlich grenzt das gleichfalls denkmalgeschützte Haus Schmale Straße 33 an.

## Architektur und Geschichte
Das dreigeschossige Fachwerkhaus entstand in der Zeit um 1680. An der Fachwerkfassade finden sich Pyramidenbalkenköpfe und profilierte Füllhölzer. Die Gefache sind mit Zierausmauerungen versehen. Im frühen 19. Jahrhundert wurden das Erdgeschoss und die Fassade des ersten Obergeschosses umgebaut.